# Маджестик
„Маджестик“ (на английски: The Majestic) е американски исторически филм от 2001 година на режисьора Франк Дарабонт, по сценарий на Майкъл Слоун. Във филма участват Джим Кери, Боб Балабан, Брент Брискоу, Джефри Демън, Аманда Детмер, Алън Гарфийлд, Хал Холбрук, Лори Холдън, Мартин Ландау, Рон Рифкин, Дейвид Огдън Стиърс и Джеймс Уитмор.
Филмът е заснет във Фърндейл. Премиерата на филма е на 11 декември 2001 г., и е пуснат в Съединените щати на 21 декември 2001 г.